# Ác ma

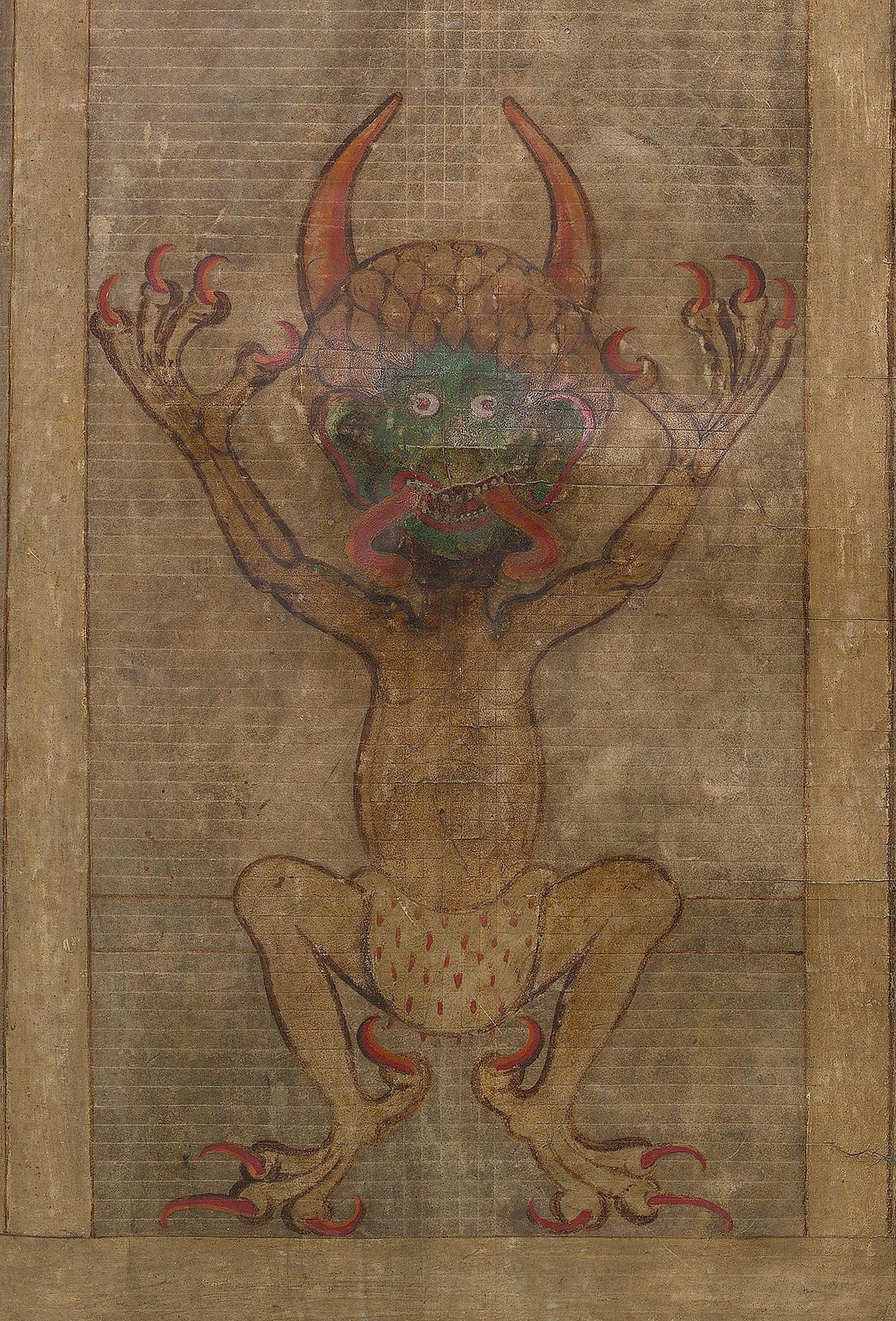
Hình vẽ một hung thần trong sách Codex Gigas (Kinh của Quỷ)

Hung thần hay Ác thần, quỷ Thần còn được gọi là quỷ dữ (Tiếng Anh: Devil) và thường bị nhầm với khái niệm ma (ghost) và quỷ (demon). Hung thần được xem là một vị thần tương tự như Chúa Trời, Thượng đế, hoặc Thiên thần, nhưng hung thần lại làm chuyện ác để hại người. Hung thần thường được vẽ như một vị thần có bộ mặt hung ác, lạnh lùng, có một cặp sừng to ở trên đầu.